# Северо-Западный институт повышения квалификации ФНС России
Федеральное государственное бюджетное образовательное учреждение дополнительного профессионального образования "Северо-Западный институт повышения квалификации ФНС России" — образовательное учреждение дополнительного профессионального образования, основанное 6 июня 1922 года, осуществлявшее подготовку и переподготовку руководящих кадров в системе Федеральной налоговой службы Российской Федерации.

## История
В 1921 году на Коллегии Народного комиссариата финансов РСФСР обсуждался вопрос о создании трёхмесячных финансовых курсов центрального подчинения со штатной численностью слушателей в сто человек. 6 июня 1922 года Приказом народного комиссара финансов РСФСР Г. Я. Сокольникова №1034 в городе Москва были созданы Курсы по подготовке финансовых работников, со сроком обучения три месяца, с 11 октября этого же года срок обучения на курсах бы увеличен на три месяца и составил полгода. На курсах были созданы три цикла обучения: банковско-страховой, сметно-счётный и налоговый.
11 августа 1923 года распоряжением Народного комиссариата финансов СССР №18 на базе шестимесячных курсов по подготовке финансовых работников были созданы Центральные курсы при центральном финансовом ведомстве СССР, для осуществления подготовки и переподготовки финансовых кадров со сроком обучения восемь месяцев. Основная учебная структура курсов состояла из четырёх учебных циклов: страхового, банковского, сметно-счётного и налогового. Общий набор слушателей в центральные курсы составило триста человек. 4 мая 1925 года Постановлением Коллегии Наркомата финансов СССР в городе Ленинграде было создано Ленинградское отделение Центральных финансовых курсов, созданное для подготовки финансово-экономических работников. Структура отделения состояла из двух учебных циклов: бюджетного и налогового. Общее количество слушателей в Ленинградском отделении в 1925 году составило двести человек.
2 августа 1926 года Постановлением Совета народных комиссаров СССР и приказа Наркомата финансов СССР №218 Центральные финансовые курсы были переведены в Ленинград, в состав курсов вошло и его Ленинградское отделение. 9 мая 1930 года  приказом Наркомата финансов СССР №211, Центральные курсы НКФ СССР были реорганизованы  в Республиканские финансовые курсы с передачей курсов в центральное подчинение Наркомату финансов РСФСР. В период Великой Отечественной войны и Блокады Ленинграда существование курсов было ограничено.
14 февраля 1946 года Распоряжением Совета народных комиссаров РСФСР № 289-р и Ленинградского городского совета народных депутатов № 473 работа Центральных финансовых курсов была возобновлена.
11 декабря 1991 года распоряжением Президента РСФСР Б. Н. Ельцина №119-рп и приказом Государственной налоговой службы Российской Федерации на базе Центральных финансовых курсов Министерства финансов РСФСР был создан Центр подготовки персонала Государственной налоговой службы Российской Федерации при Санкт-Петербургской Государственной налоговой инспекции. 14 декабря 2000 года Приказом Министерства по налогам и сборам Российской Федерации №433 Центр подготовки персонала Государственной налоговой службы Российской Федерации вошёл в состав этого министерства. 28 июня 2005 года Приказом Федеральной налоговой службы  №287 Центр подготовки персонала вошёл в состав Федеральной налоговой службы Российской Федерации.
10 апреля 2012 года Приказом Федеральной налоговой службы №231 на базе Центра подготовки персонала был создан Северо-Западный институт повышения квалификации ФНС России. В учебной структуре института создано учебно-методическое управление и две основные кафедры: государственного управления и права и налогообложения. Каждый год институтом осуществляется подготовка кадров в системе налоговой службы в количестве тридцати тысяч слушателей.

## Руководство
- 2016 — д.с.н., профессор Мурашов, Сергей Борисович

## Известные выпускники
- Зверев, Арсений Григорьевич — народный комиссар финансов СССР[5]